# Zuegg AG

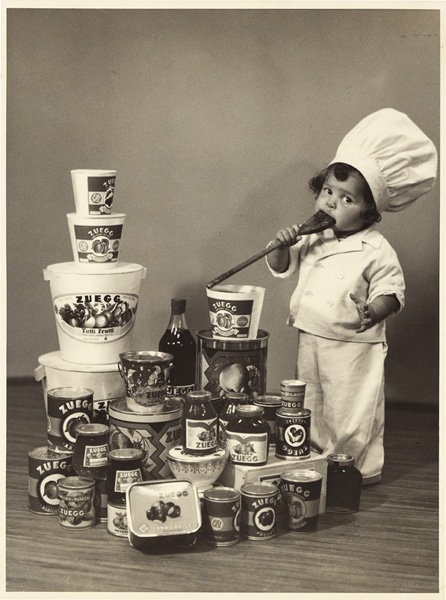
Produkte von Zuegg

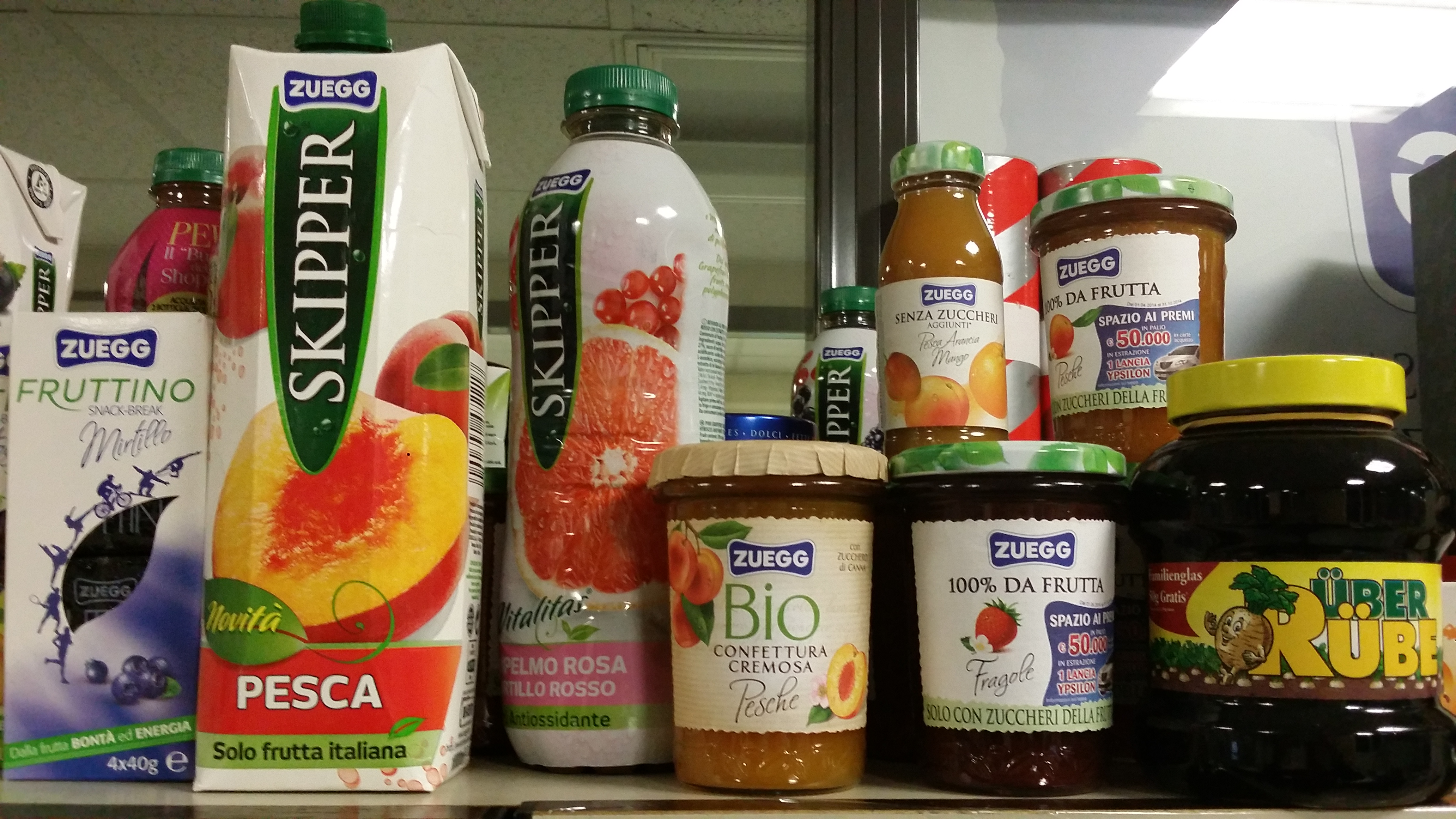
Produkte von Zuegg

Die Zuegg S.p.A. ist ein italienischer Familienbetrieb, dessen Geschichte bis ins 19. Jahrhundert zurückreicht und sich auf die Verarbeitung verschiedener Früchte spezialisiert hat. Zu den selbst hergestellten Produkten zählen vor allem Marmeladen und Fruchtsäfte (mit dem Markennamen „Skipper“ speziell in Italien vertrieben).

## Geschichte
Das Unternehmen wurde im 19. Jahrhundert in Südtirol (Lana) gegründet. Karl Zuegg gelang es in den Jahren zwischen 1950 und 1965, die Produktion zu industrialisieren. Das Unternehmen begann mit mehreren eigenen Markenprodukten (z. B. Fruttaviva) Fruchtsäfte und Marmeladen auf dem gesamtitalienischen Markt zu platzieren.
1962 eröffnete das Unternehmen eine weitere Produktionsstätte in Verona, 1985 auch in der Provinz Avellino, und 1991 erstmals im Ausland in Werneuchen (Deutschland), 2010 in Seiersberg bei Graz (Österreich) und Afansovo (Russland). Im Jahre 1998 verlegte das Unternehmen seinen Sitz von Lana nach Verona und schloss in den nachfolgenden Jahren gänzlich die Südtiroler Produktion.

## Standorte
Produktion:
- Stammwerk: Luogosano
- Zuegg Deutschland, Werneuchen
- Zuegg France, Elne
- Zuegg Russia, Afanasowo (im Rajon Malojaroslawez)

andere Tochterunternehmen:
- Zuegg USA
- Zuegg Austria
- Zuegg Suisse

## Zuegg Deutschland
Die ZUEGG Deutschland GmbH erwirtschaftete 2020 einen Umsatz von 58 Millionen Euro. In der Betriebsstätte Werneuchen stellen 87 Mitarbeiter Fruchtzubereitungen für die Milch- und Backwarenindustrie und in der Betriebsstätte Zörbig 69 Mitarbeiter Konfitüren und Zuckerrübensirup her.

## Marken des Unternehmens
- Zuegg Confetture
- Fruttino
- Skipper
- Zörbiger